# Alexandro Martínez Camberos
Alexandro Martínez Camberos, né le 22 juin 1916 à Durango (Mexique) et mort le 7 février 1999  à Mexico, est un avocat, poète et écrivain, et homme politique mexicain. Il a publié des articles et des essais dans divers journaux il a écrit des livres de poésie, de jurisprudence et au sujet de thèmes sociaux.

## Biographie
Il naît dans la ville de Durango, le 22 juin 1916, au milieu de la révolution mexicaine, fils du chirurgien-dentiste Benito Martínez et de la pianiste Elena Camberos. Très jeune déjà, il s'intéresse à des sujets sociaux et il montre des aptitudes à l'écriture en prose et en vers. Il étudie le droit à l'Université Juarez de l'État de Durango (UJED), en est diplômé en 1939, et obtient un doctorat en droit à l'UNAM en 1953.
Il est professeur à l'UJED, juge de district à Durango de 1962 à 1967, consultant juridique du secrétaire fédéral à l'Industrie et au Commerce, chef du Département de Protections de la même dépendance, premier secrétaire de la Cour du Premier Circuit, député fédéral plurinominal de 1988 à 1991 dans la LIVe législature et membre de l'Institut de recherches juridiques de l'UJED dans les années 1990.
Il est mort le 7 février 1999 à Mexico, où il a vécu pendant plus de 30 ans.

## Œuvre
Alexandro Martínez Camberos a publié pendant plus de soixante ans de très nombreux articles et essais dans divers journaux, et a écrit des livres de poésie, de jurisprudence et sur les questions sociales. Son œuvre se divise en trois grands groupes :

### Droit et sociologie
- Le problème de la justification de l'état (1939, réimprimé en 1997)
- La science du droit et les valeurs (1953)
- Les délits de dissolution sociale (1958)
- La Révolution est resté derrière… et il est devant (1959)
- Planification politique (1960)
- La science du progrès social (1962)
- Science, conscience et efficacité politiques (1962)
- ABC du développement social (1962)
- Guide pour thèse d'avocat (1967)
- Vers une véritable science du droit (Bases pour une sociologie juridique) (1984)

### Poésie
- 33 poèmes (1935)
- Étoile de cinq pointes (1939, reimpreso en 1971)
- Poèmes ignorés (1942)
- Ville et chant (1943)
- Berilos (1944)
- Amarante. Sonata en amour majeur (1946)
- La patrie substantive. Poème en forge (1949)
- Lève-toi, Cuauhtémoc (1951)
- 2 poèmes par la paix (1951)
- Ils sont puissants… échafaudages pour un poème (1953)
- Acrostiche du zénith (1954)
- Sixième et septième cercles (1957)
- Chanson hallucinée (1957)
- Un ciel bleu Durango (1957)
- Fleur Durango (1963)
- Elle, chiffre de l'homme (1972)
- Trêves intimes (1982)

### Narrations
- Les 7 signes (1966)
- Collègue (1981, compilation)
- Échafaudages (1991)
- Le livre de bord de la Terre (années 1990, autobiographie, épisodes hebdomadaires en journal, compilation en livre)

## Hommages
En sa mémoire, la bibliothèque de l'Institut de Recherches Juridiques de la UJED porte son nom depuis 1995.
Après sa mort, ses cendres ont été déposées dans les racines d'un petit pin dans le jardin central de l'Université Juárez de l'État de Durango. Officiellement nommé le Pin Alexandrin, celui-ci a grandi et a déjà dépassé le deuxième étage en hauteur.
Chaque année, l'UJED et la Société d'écrivains de Durango rappellent sa mémoire à l'anniversaire de sa mort avec des conférences, lectures de ses poèmes et fleurs devant le Pin Alexandrin.